# Treuddyn
Treuddyn è un centro abitato del Galles, situato nella contea del Flintshire.